# Романщина
Романщина — деревня в Дзержинском сельском поселении Лужского района Ленинградской области.

## История
На карте Санкт-Петербургской губернии Ф. Ф. Шуберта 1834 года упоминается деревня Романшина и при ней усадьба помещика маркиза де Траверзе.

РОМАНЩИНА — село принадлежит фрейлине маркизе Марье Де-Траверсе, число жителей по ревизии: 25 м. п., 29 ж. п.

В оном церковь каменная во имя тихвинской Божией Матери (1838 год)

Как село Романшина оно отмечено на карте профессора С. С. Куторги 1852 года.

РОМАНЬЩИНО — сельцо и мыза господина Де-Траверсе, по просёлочной дороге (1856 год)

РОМАНЩИНА — сельцо и мыза владельческие при реке Луге, число дворов — 6, число жителей: 13 м. п., 20 ж. п.; Церковь православная. (1862 год)

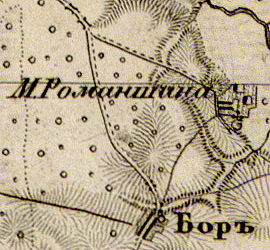
Деревня Романщина на карте 1863 года

Согласно карте из «Исторического атласа Санкт-Петербургской Губернии» 1863 года на месте современной деревни располагалась мыза Романшина.
Согласно материалам по статистике народного хозяйства Лужского уезда 1891 года, имение при селении Романщина площадью 569 десятин принадлежало дворянке Ю. Н. Паткуль, имение было приобретено в 1881 году за 9500 рублей, в имении был горшечный завод, кузница и оранжерея.
В XIX веке мыза административно относилась к Кологородской волости 2-го земского участка 1-го стана Лужского уезда Санкт-Петербургской губернии, начале XX века — 2-го стана.
По данным «Памятной книжки Санкт-Петербургской губернии» за 1905 год 284 десятины земли в имении Романщина принадлежали жене гвардии поручика Юлии Николаевне Паткуль. В усадьбе Романщина находилась «камера Земского Начальника».
По данным 1933 года посёлок Романщина входил в состав Естомического сельсовета.
По данным 1966 года деревня Романщина входила в состав Естомического сельсовета.
По данным 1973 и 1990 года деревня Романщина входила в состав Дзержинского сельсовета.
В 1997 и 2002 годах в деревне Романщина Дзержинской волости не было постоянного населения.
В 2007 году в деревне Романщина Дзержинского СП, также не было постоянного населения.

## География
Деревня расположена в юго-восточной части района на автодороге 41К-142 (Луга — Медведь).
Расстояние до административного центра поселения — 9 км.
К северу от деревни проходит железнодорожная линия Луга I — Новгород-на-Волхове. Расстояние до ближайшей железнодорожной станции Луга I — 8 км.
Деревня находится на левом берегу реки Луга.

## Демография
| 1838 | 1862 | 1997 | 2007 | 2010 | 2017 |
| ---- | ---- | ---- | ---- | ---- | ---- |
| 54   | ↘33  | ↘0   | →0   | ↗3   | ↗8   |

## Улицы
14 км, Дубовая, Полевой переулок, Солнечная

## Садоводства
Царская долина.

## Достопримечательности
- Церковь Тихвинской иконы Божией Матери (XVIII век)